# ۲۰۲ (میلادی)
۲۰۲ (میلادی) دویست  و دومین سال تقویم میلادی است.

## درگذشتگان
‎